# 阿贝尔不等式
阿贝尔不等式（Abel's inequality），由尼尔斯·阿贝尔（挪威語：Niels Henrik Abel）提出，给出了两个向量内积绝对值的上界。
设{a1, a2,...}为单调递减或单调递增的实数集并设{b1, b2,...}为实数集或复数集。
如果{an}单调递增：
{\displaystyle \left|\sum _{k=1}^{n}a_{k}b_{k}\right|\leq \operatorname {max} _{k=1,\dots ,n}|B_{k}|(|a_{n}|+a_{n}-a_{1}),}
{\displaystyle B_{k}=b_{1}+\cdots +b_{k}.}
如果{an}单调递减：
{\displaystyle \left|\sum _{k=1}^{n}a_{k}b_{k}\right|\leq \operatorname {max} _{k=1,\dots ,n}|B_{k}|(|a_{n}|-a_{n}+a_{1}),}
阿贝尔不等式可从阿贝尔变换轻易得出：
{\displaystyle \sum _{k=1}^{n}a_{k}b_{k}=a_{n}B_{n}-\sum _{k=1}^{n-1}B_{k}(a_{k+1}-a_{k}).}